# Alexandre Exquemelin

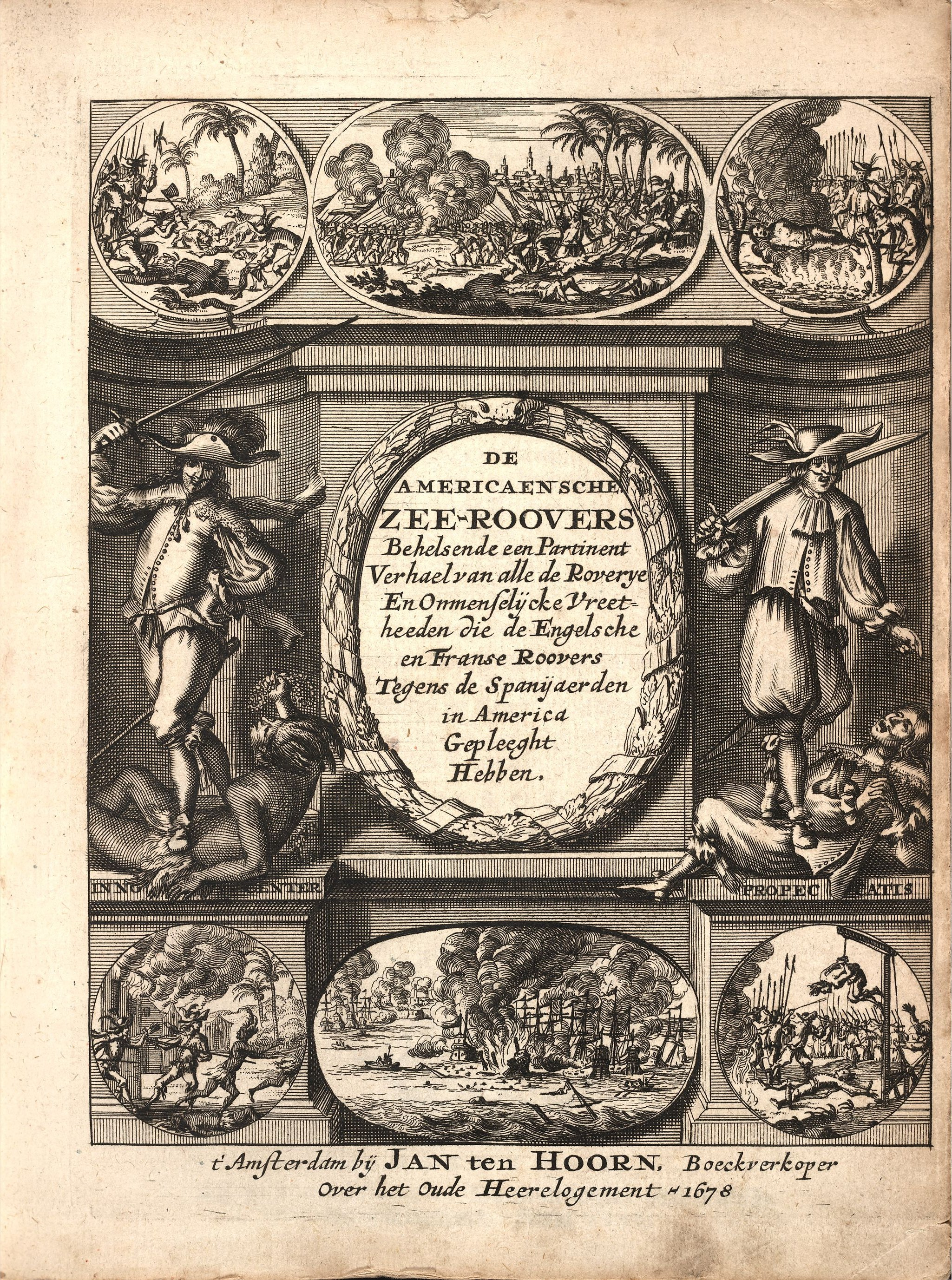
Frontyspis pierwszego wydania Bukanierów amerykańskich (1678)

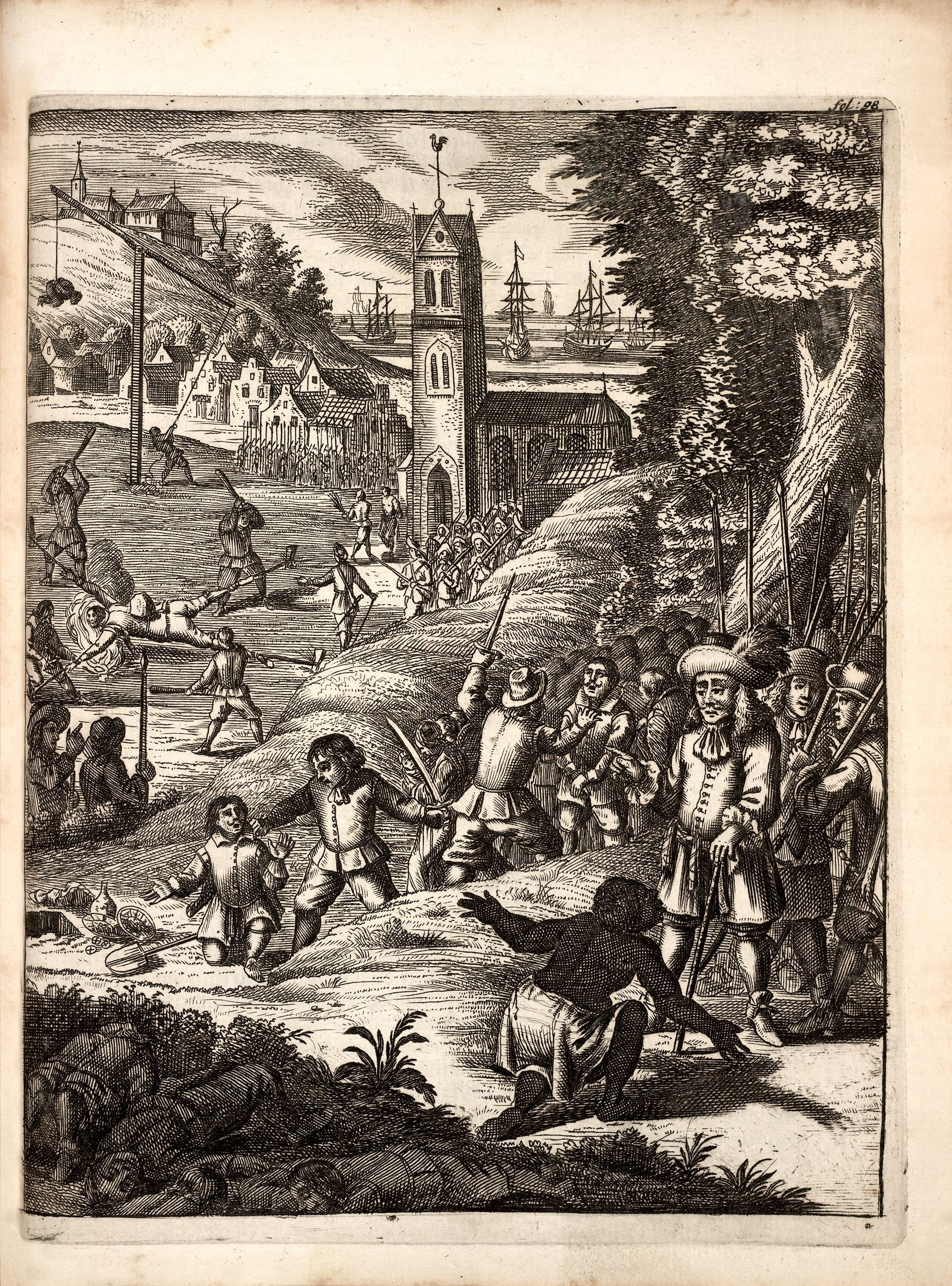
Sceny ze zdobycia miasta i torturowania jeńców, by wydali skarby

Alexandre Olivier Exquemelin (inna pisownia: Esquemeling, Exquemeling oraz Oexmelin; ur. ok. 1645, zm. po 1707) – chirurg i bukanier, pływający w XVII wieku po karaibskich wodach.

## Życiorys
Nieznane jest jego pochodzenie, najprawdopodobniej był Holendrem, Flamandem, Bretończykiem lub Francuzem. Przypuszczalnie mieszkał w Harfleur, kształcił się na chirurga, a oryginalna pisownia jego nazwiska to Oexmelin. W 1666 roku udał się jako przedstawiciel Francuskiej Kompanii Zachodnioindyjskiej na wyspę Tortuga, położoną na Morzu Karaibskim, u północnych wybrzeży wyspy Haiti (zwanej wówczas Hispaniolą). Była ona siedzibą piratów zwanych bukanierami. Po trzech latach służby dołączył do nich jako chirurg. Pływał z kapitanem Henrym Morganem, jednym z najsławniejszych piratów tego okresu, m.in. uczestnicząc w wyprawie, której efektem było zdobycie i splądrowanie Panamy. Przebywał wśród nich do 1674 roku, po czym powrócił na pewien czas do Europy, a następnie z powrotem udał się do bukanierów. Jest też możliwe, że po pierwszych trzech latach uprawiania piractwa zaczął się uczyć (w Ameryce lub po powrocie do Europy) chirurgii, a lekarzem bukanierów stał się dopiero podczas drugiego pobytu na Karaibach. W roku 1697 brał udział w zdobyciu Cartageny przez Francuzów. Nieznane są jego dalsze losy.
Exquemelin jest autorem dziennika, który wydał w języku niderlandzkim Jan ten Hoorn pod tytułem De Americaensche Zee-Roovers w 1678 roku, w Amsterdamie. Praca jest cennym opisem działalności bukanierów w oparciu o informacje zdobyte przez Exquemelina, wzbogacone być może o uwagi innego chirurga – Hendricka Smeeksa (podejrzewano nawet, że jest to ta sama osoba, używająca pseudonimu).
Książka stała się bestselerem i zachowała popularność przez całe XVIII stulecie. Pierwotne holenderskie wydanie, w formacie octavo, było kosztownie wydane, z dwunastoma pełnostronnicowymi rycinami – okazało się jednak dobrą inwestycją, o czym świadczyły dodruki i tłumaczenia. Książkę przetłumaczono m.in. na język niemiecki (Die Americanische See-Räuber, 1679), hiszpański (Pirates de la America, dwa wydania: 1681 i 1682), angielski (Bucaniers of America, co najmniej osiem wydań w latach 1684–1704), francuski (Histoire des Aventuries, minimum sześć wydań między 1686 a 1713) oraz polski (Bukanierzy amerykańscy, 1972). Exquemelin łączył lekki styl z opisami przygód w egzotycznych, mało znanych miejscach, scenami walk, heroicznych wyczynów i okrutnych tortur, pozwalając czytelnikom identyfikować się z odważnymi bukanierami, którzy kochali bogactwa i wolność. Angielskie wydanie z 1695 uzupełniało opowieść Exquemelina o dodatkowe grafiki i drugi tom, zawierający przygody angielskich kapitanów. Ciekawostką jest fakt, że Morgan, który zrezygnował z piractwa i został gubernatorem Jamajki, wytoczył angielskim wydawcom książki Exquemelina proces o zniesławienie, twierdząc, że stawia go ona w złym świetle, i proces ten wygrał.